# Debschitz-Schule

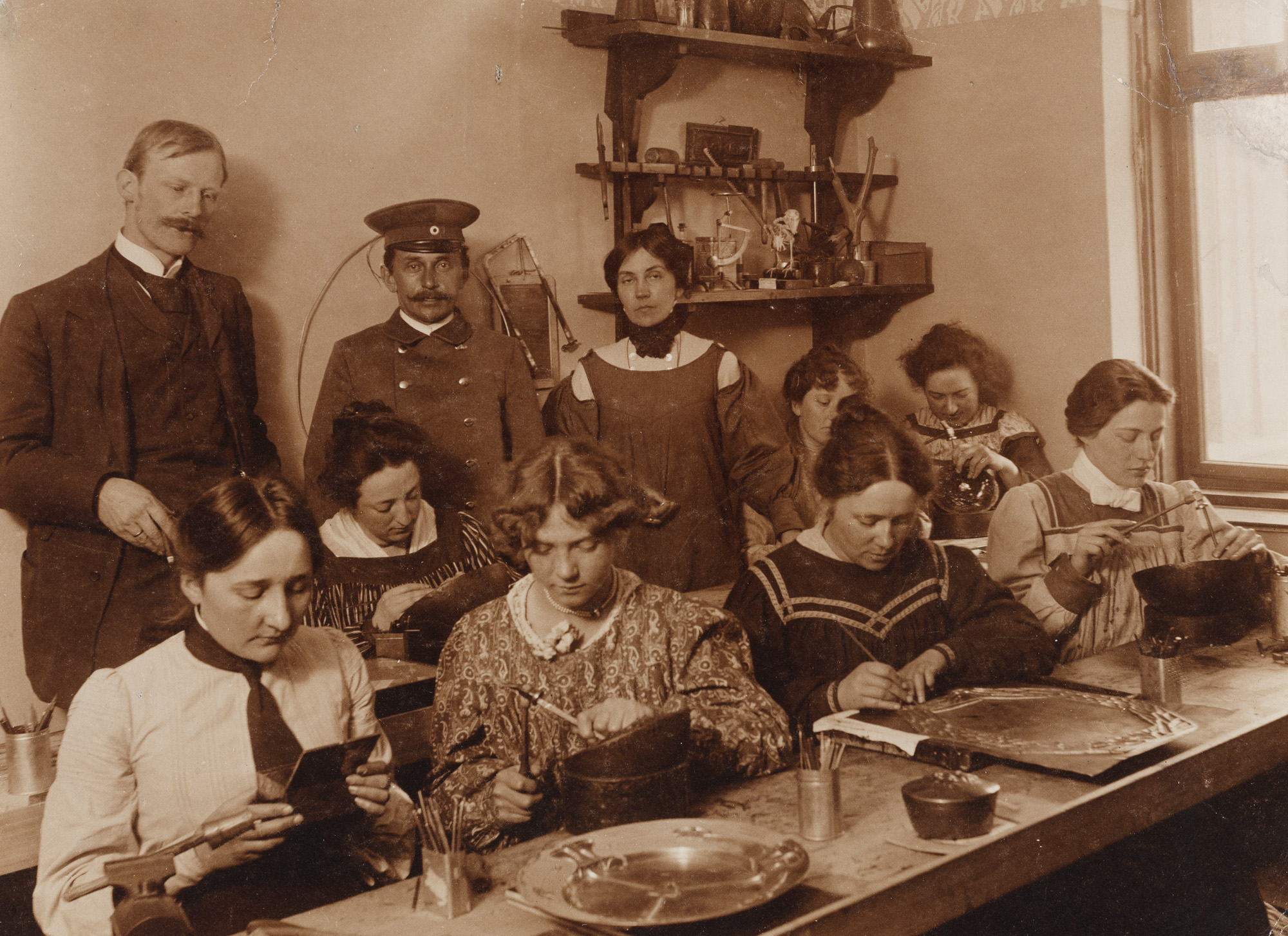
In der Metallwerkstatt der Debschitzschule, um 1903. Links stehend: Wilhelm von Debschitz, links vorn sitzend: Gertraud von Schnellenbühel, vor dem Regal stehend: vermutlich Else Sapatka

Die Lehr- und Versuch-Ateliers für angewandte und freie Kunst, Wilhelm von Debschitz, in Fachkreisen noch heute kurz Debschitz-Schule genannt, war eine reformorientierte Kunstschule in München, die von 1902 bis 1914 bestand.

## Gründer
Wilhelm von Debschitz, aus altem Oberlausitzer Adelsgeschlecht und Sohn eines preußischen Generalleutnants, gründete 1902 gemeinsam mit dem Schweizer Jugendstil-Künstler Hermann Obrist in München, in der Hohenzollernstr. 7a, diese – später in Fachkreisen nur noch nach ihm benannte – Ausbildungsstätte für Künstler und Kunsthandwerker.
Hermann Obrist verließ die Debschitz-Schule bereits 1904. Debschitz war neben einigen künstlerischen Arbeiten wohl maßgeblich mit der Leitung der Schule befasst, die er aber – wohl auch wegen finanzieller Schwierigkeiten – 1914 an ein Künstler-Konsortium unter Fritz Schmoll gen. Eisenwerth, einem jüngeren Bruder von Karl Schmoll von Eisenwerth, verkaufte.

## Zielsetzung und Entwicklung
Als Werkstättenschule stand die Debschitz-Schule an der Spitze der zeitgenössischen Bestrebungen der Kunstschulreform mit dem Ziel, bildende und angewandte Kunst zusammenzuführen und unmittelbar in die Belange des täglichen Lebens einfließen zu lassen.
Fast revolutionär an dieser Kunstschule war, dass die Keramikwerkstatt von einer Frau geleitet wurde, deren Leitung im Jahr 1907 Clara Truëb übertragen wurde. An den meisten Kunstakademien waren Frauen gar nicht erst zugelassen, an Kunstgewerbeschulen höchstens in eigenen Klassen. Nicht zufällig entstanden deshalb auch Künstler-Ehen an der Debschitz-Schule. Ihnen war an der Universität Bielefeld die Ausstellung „Künstlerehepaare aus dem Umfeld der Münchner Debschitz-Schule“ vom 18. März bis 2. Mai 2004 gewidmet.
Nach dem großen Erfolg der „Ausstellung München 1908“ mit Keramiken, entworfen und ausgeführt von Schülern der Debschitz-Schule, wurde 1910 in der Keramischen Werkstätte neben dem Unterricht die kommerzielle Fabrikation keramischer Erzeugnisse eingeführt, zu denen neben bemalten Gebrauchsgegenständen auch dekorative Figuren und Tierplastiken gehörten, wie u. a. ein Pfefferfresser von Friedrich Eisenhofer. Diese Produkte trugen das Blindzeichen „L.U.V.A. / v.Debschitz / München“.
Im Archiv des Karl Ernst Osthaus-Museums der Stadt Hagen befindet sich ein Briefwechsel zwischen den „Lehr- und Versuch-Ateliers für angewandte und freie Kunst“ und dem „Deutschen Museum für Kunst in Handel und Gewerbe“. Hierbei handelt es sich um Anfragen des Deutschen Museums an Wilhelm von Debschitz,
1. ob dieser Arbeiten seiner Metallwerkstätte für Ausstellungszwecke zur Verfügung stellen könne,
2. um die Auslage von Prospekten des Deutschen Museums im Münchner Atelier,
3. um die Beteiligung der Werkstätte an der keramischen Ausstellung des Deutschen Museums in den USA im Jahre 1912 (KEO-Archiv A 342).
4. In einem weiteren Schriftstück im Archiv (KEO-Archiv 109/63) wird er aufgefordert, seinen Mitgliedsbeitrag zum „Deutschen Museum für Kunst in Handel und Gewerbe“ zu bezahlen.

## Künstler
Die völlig neuartige und eigenwillige Kunstschule zog eine Fülle von Künstlern in die Stadt, die einige Jahre hier arbeiteten, um dann an ähnlich organisierte Kunstgewerbeschulen in Deutschland zu gehen.

### Lehrer
- 1902–unbekannt: Else Sapatka (1882–1945)
- 1904–1907: Friedrich Adler
- 1903–1905: Hugo Steiner-Prag
- 1903–1905: Karl von Wahl
- 1904–1905: Karl Johann Bauer (1877–1914)
- 1904–1905: Karl Schmoll von Eisenwerth
- 1904–1907: Otto Blümel (1881–1973)
- 1907:–9999 Clara Truëb (1882–1969), Leiterin der neuen Keramik-Abteilung
- 1908–1910: Ludwig Vierthaler
- Max Bucherer (1883–1974)

### Schüler
- 1894–1897: Friedrich Adler
- 1902–1903: Martha von Kranz (1867–1939)
- 1902–1904: Anna Schewitz, geb. Hellmann (1876–1932)
- 1902–1904: Martha Hellmann (1873–1972)
- 1902–1907: Dora Brandenburg-Polster, geb. Polster (1884–1958)
- 1903–1904: Ernst-Ludwig Kirchner
- 1903–1905: Carla Pohle (1883–1962)
- 1903:–9999 Walther Teutsch (1883–1964)
- 1904:–9999 Hans Brass
- 1904:–9999 Robert Ittermann
- 1904–1909: Petras Kalpokas (1880–1945)
- 1903–1908: Moissey Kogan
- um 1905:–9 Paul Renner

- 1905–1907: Franz Lampe (1889–1917)

- 1906:–9999 Adolf Beckert (1884–1929)
- 1906–1908: Anton Blöchlinger (1885–1961)
- 1906–1908: Gerta Maria Meta Clason
- 1906–1909: Herthe von Wersin (1888–1971)
- 1907–1908: Georg Mendelssohn
- 1907–1908: Harriet Ellen Siderovna von Rathlef-Keilmann
- 1909–1911: Karl Jakob Hirsch (1892–1952)
- 1911–1914: Sophie Taeuber-Arp
- 1912–1914: Ludwig Hirschfeld-Mack
- 1913:–9999 Bruno Tuukkanen (1891–1979)
- um 1917/19: Paul Speck
- nach 1922: Carlos Schneider (1889–1932)
- Mateo Cristiani (1890–1962)
- Otto Eugen Hake (1876–1965)
- Gertrud Kraut (1883–1980)
- Dora Fanny Rittmeyer (1892–1966)
- Walter von Ruckteschell
- Hans Schmithals
- Gertraud von Schnellenbühel (1878–1959)
- Clara Truëb (1882–1969)
- Ernst von Maydell
- Rolf von Hoerschelmann